# Cerro Chato (Paysandú)
Ne doit pas être confondu avec Cerro Chato.
Cerro Chato est une ville de l'Uruguay située dans le département de Paysandú. Sa population est de 360 habitants.

## Géographie
Cerro Chato est située à 90 km de la capitale du département, la ville de Paysandú.

## Population
| Année | Population |
| ----- | ---------- |
| 1963  | 464        |
| 1975  | 406        |
| 1985  | 296        |
| 1996  | 272        |
| 2004  | 360        |

Référence,: